# Ua (cantante)
Ua, pseudonimo di Kaori Hasegawa (Suita, 11 marzo 1972), è una cantante giapponese.
Ha debuttato con la Speedstar Records nel 1995, con il singolo Horizon.

## Biografia
Ua, nata Kaori Shima, è nata e cresciuta a Suita, Osaka. Dopo essersi laureata alla Università Saga di Kyoto, ha lavorato come cantante lounge nella sua città natale. Lì è stata scoperta dal produttore Hiroshi Fujiwara. Ha assunto l'insolito nome d'arte di UA (una parola swahili che significa sia "fiore" che "uccidere") e ha fatto il suo debutto con Horizon prodotto da Fujiwara. Il suo quarto singolo Jōnetsu è diventato un grande successo e Ua è diventata nota in tutto il Giappone.
Dopo aver pubblicato il suo primo album, 11, Ua ha sposato l'attore Jun Murakami e ha dato alla luce un figlio. La coppia ha divorziato nel 2006. Nel 2000, dopo altri due album, Ametora e Turbo, Ua ha interrotto l'attività da solista e ha formato la band Ajico con Kenichi Asai. Ha ripreso l'attività da solista nel 2002 e ha pubblicato il suo quarto album, Dorobō. Lo stesso anno ha debuttato come attrice come protagonista nel film Mizu no Onna oltre a contribuire alla colonna sonora. Il film ha vinto il premio Golden Alexander per il miglior lungometraggio al Festival internazionale di Salonicco ed è stato proiettato al Festival di Cannes del 2003.
Nel 2003, Ua ha pubblicato Illuminate: The Very Best Songs, il suo primo album compilation. Nell'aprile di quell'anno, ha ampliato le sue attività diventando la presentatrice, con il nome di う う あ (la pronuncia rimane la stessa poiché vuole essere una rappresentazione fonetica del suo nome di scena) di un programma televisivo educativo su NHK chiamato Do Re Mi no TV, progettato per trasmettere canzoni tradizionali giapponesi ai bambini. Utauua, una raccolta delle canzoni eseguite, è stata pubblicata nel 2004. Lo stesso anno ha pubblicato il suo quinto album, Sun, che è stato masterizzato dall'ingegnere di mastering vincitore di un grammy Ted Jensen. Nel 2005, ha pubblicato il suo sesto album, Breathe, e una compilation di collaborazioni intitolata Nephews per celebrare il suo decimo anniversario. Nel 2006, Ua ha collaborato con il famoso musicista jazz Naruyoshi Kikuchi per l'album Cure Jazz. Nel 2007, oltre a pubblicare il suo settimo album Golden Green, Ua ha fatto una seconda "incursione" nella recitazione apparendo nel debutto alla regia di Hitoshi Matsumoto, Dai Nipponjin.
Nel 2008, Ua ha rivelato di essersi risposata e di aver dato alla luce una figlia, ad agosto. A dicembre ha pubblicato il singolo 2008, seguito dal suo ottavo album, Atta, nel luglio 2009. Nell'aprile 2010, Ua ha pubblicato il suo quarto album dal vivo, intitolato Haluto Live.
Nel settembre 2010, la sua casa e il suo studio a Sagamihara sono stati colpiti da un incendio accidentale; nessuno è rimasto ferito.

## Discografia
- 1995 - Petit
- 1996 - 11
- 1997 - Fine Feathers Make Fine Birds
- 1998 - Ametora
- 1999 - turbo
- 2002 - Dorobou
- 2003 - Sora no Koya
- 2003 - Illuminate „the very best songs“
- 2004 - Uta UUA UUA (con canzoni per bambini Do Re Mi della NHK)
- 2004 - Sun
- 2005 - Breathe
- 2005 - la
- 2005 Nephews (con Tōwa Tei, Mondo Grosso e Hiroshi Fujiwara)
- 2006 - cure jazz (con 菊地成孔, Naruyoshi Kikuchi)
- 2007 - Golden green
- 2009 - Atta
- 2010 - Kaba